# Batik

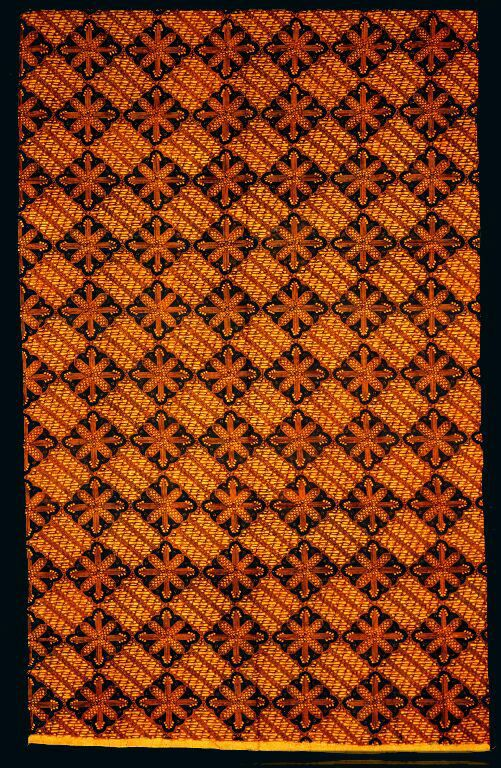
Indonesisk batik med vax.

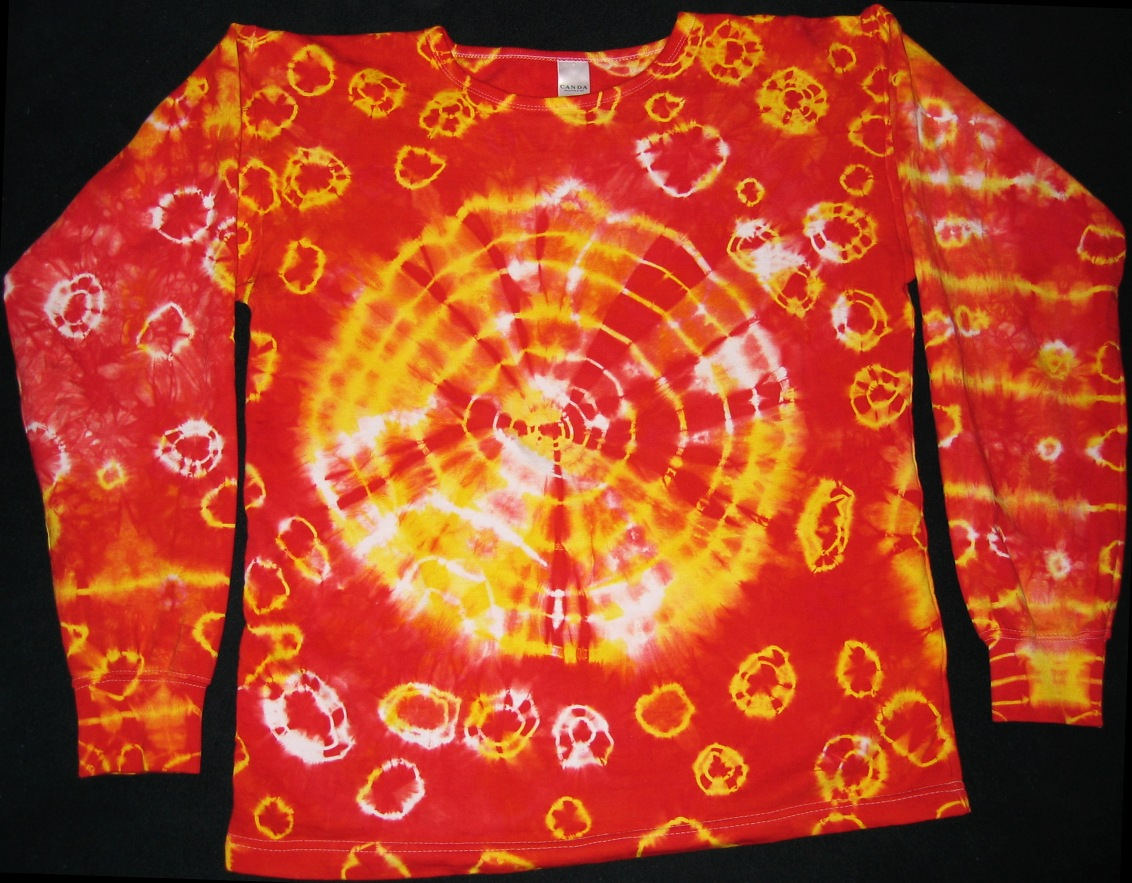
Batiktröja tillverkad med knytteknik.

Batik är den javanesiska beteckningen för en reservageteknik. Detta innebär att man skyddar eller täcker delar av ett tyg innan tygstycket färgas. Vanliga sätt att reservera ytor, linjer eller punkter är att knyta eller täcka med vax. 
Knyttekniken som har haft en vidare användning och förekommit i såväl Asien, Afrika och Sydamerika är förhållandevis enkel, en tråd tråcklas i önskad form och dras ihop hårt. Vill man färga knutna cirklar tråcklas en tråd för varje varv. Sedan dras varje enskild tråd hårt ihop och knyts. Trådarna täcks därefter med garn eller snöre hårt lindat. Vaxtekniken är något svårare eftersom tyget här täcks med varmt vax. Vaxet måste hålla rätt temperatur för att inte flyta ut i tyget. Vaxet kan påföras på många olika sätt med pinnar, penslar, kakformar eller annat.
På Java, där mycket intrikata mönster framställs, används en tjanting, en liten skål på skaft med tunn pip ur vilket vaxet kan flyta. För tjockare linjer eller ytor används en pensel. Önskas krackeleringar, kan vaxet brytas lätt sedan det stelnat.
Då utsparningarna är klara färgas tyget i ett kallt eller ljummet färgbad. Utsparningar kan göras i flera omgångar samtidigt som tyget färgas i allt mörkare färger. Efter varje färgning sköljs tyget omsorgsfullt. Då färgningarna är klara avlägsnas de skyddande partierna. De partier som varit täckta framstår då som ofärgade, respektive färgade i ljusare toner.
Från att ha varit en asiatisk teknik började man 1899 tillverka batik i Europa, först i Nederländerna men sedan i andra länder, först på bomulls- och senare på sidentyger, ofta även för export till Asien. 1906 infördes batik vid slöjdföreningen i Göteborg av Dagmar Gundersen. Hennes teknik togs senare upp av hennes elever textilkonstnärerna Karna Asker-Ericson och Alice Wallén-Wedel. Nils Wedel ritade ofta mönstren till den senares textilalster. Bland andra framstående batikkonstnärer märks Greta Digman, Greta Simonsson och Birgitta Sorbon.